# 프란시스 L. 설리번

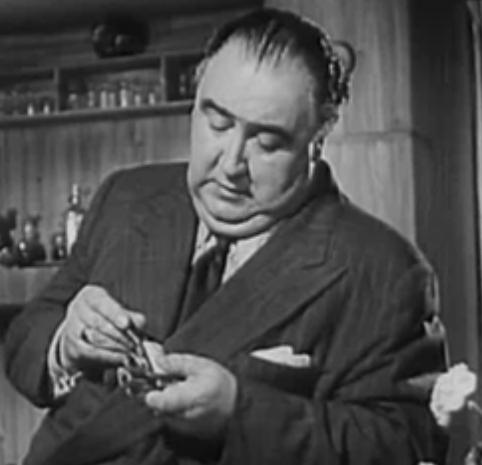

프란시스 L. 설리번(Francis L. Sullivan, 1903년 1월 6일 ~ 1956년 11월 19일)은 영국의 연극 배우, 영화배우, 텔레비전 배우이다.
런던에서 태어났으며 뉴욕에서 사망하였다. 사인은 심근 경색이다.

## 영화
- 프로디갈 (1955년)
- 마이 페이버릿 스파이 (1951년)
- 밤 그리고 도시 (1950년) - 필립 역
- 서스펜스 (1949년)
- 붉은 다뉴브 (1949년)
- 스튜디오 원 (1948년)
- 올리버 트위스트 (1948년)
- 잔 다르크 (1948년)
- 테이크 마이 라이프 (1947년)
- 위대한 유산 (1946년)
- 시저와 클레오파트라 (1945년)
- 핌퍼넬 스미스 (1941년)
- 21일 (1940년)
- 높이 오르기 (1939년)
- 드럼 (1938년)
- 시타델 (1938년)
- 허 라스트 어페어 (1936년)
- 파이어 레이저스 (1934년)